# Carabus lineatus
Carabus lineatus es una especie de insecto adéfago del género Carabus, familia Carabidae. Fue descrita científicamente por Dejean en 1826.
Habita en España. La especie es de color negro con alas y patas grises.